# ジェイ・ヤングブラッド
ジェイ・ヤングブラッド（"The Renegade" Jay Youngblood、本名：Steven Nicolas Romero、1955年6月21日 - 1985年9月2日）は、アメリカ合衆国のプロレスラー。カリフォルニア州フォンタナ出身。
インディアン・ギミックのベビーフェイスとして活躍し、リッキー・スティムボートとのアイドル系タッグチームで人気を博した。父親のリッキー・ロメロ、弟のマーク・ヤングブラッドとクリス・ヤングブラッドもプロレスラーである。

## 来歴
デビュー当時は、父のリッキー・ロメロが主戦場としていたテキサス州アマリロ地区にて、シルバー・ストリーク（Silver Streak）のリングネームで活動。1976年2月27日にロメロとのコンビでレオ・バーク&ザ・ビーストを破り、NWAウエスタン・ステーツ・タッグ王座を獲得している。
その後、ジェイ・ヤングブラッド（Jay Youngblood）に改名して、オレゴンおよびワシントン州をサーキット・エリアとする太平洋岸北西部のPNW（パシフィック・ノースウエスト・レスリング）にて活動。1977年10月には全日本プロレスに初来日、インディアン・レスラーの大御所ワフー・マクダニエルのパートナーを務めた。
1979年よりジム・クロケット・ジュニアの運営するノースカロライナのNWAミッドアトランティック地区に進出して、リッキー・スティムボートとタッグを結成。同年10月24日、ポール・ジョーンズ&バロン・フォン・ラシクを破り、ミッドアトランティック版のNWA世界タッグ王座を獲得した。以降、レイ・スティーブンス&グレッグ・バレンタイン、スティーブンス&ジミー・スヌーカなどのチームと抗争を繰り広げ、同地区を代表する人気コンビとなる。1980年4月21日にはWWFにもゲスト出場、ニューヨークのマディソン・スクエア・ガーデンにてトーア・カマタ&ブルドッグ・ブラワーから勝利を収めた。
1981年は単身で古巣のPNWをサーキットし、NWAパシフィック・ノースウエスト・ヘビー級王座を巡りバディ・ローズと抗争。1982年5月にはスティムボートと共に全日本に再来日、6月1日に札幌中島スポーツセンターにて大仁田厚のNWAインターナショナル・ジュニアヘビー級王座にも挑戦した。全日本には同年11月の世界最強タッグ決定リーグ戦にもスティムボートとのコンビで出場、開幕戦でのスタン・ハンセン&ブルーザー・ブロディのミラクルパワーコンビとの対決は名勝負として語り草となった。
以降も本国ではNWAミッドアトランティック地区を主戦場にスティムボートと組んで活躍、1983年にはサージェント・スローター率いるコブラ・コープス（スローター、ドン・カヌードル&ジム・ネルソン）やブリスコ・ブラザーズ（ジャック・ブリスコ&ジェリー・ブリスコ）とNWA世界タッグ王座を争った。
1984年よりマーク・ヤングブラッドとのインディアン兄弟コンビでフロリダのCWF（チャンピオンシップ・レスリング・フロム・フロリダ）に参戦して、1985年1月1日にクラッシャー・クルスチェフ&ジム・ナイドハートからNWA USタッグ王座を奪取。その後も同王座を巡り、ココ・ウェアとノーベル・オースチンのプリティ・ヤング・シングス（PYTエクスプレス）と抗争した。
同年9月2日、遠征先だったオーストラリアのメルボルンで心臓発作を起こし死去。30歳没。

## 得意技
- トマホーク・チョップ
- フライング・アックス・ハンドル
- ドロップキック
- ダイビング・クロス・ボディ

## 獲得タイトル
NWAウエスタン・ステーツ・スポーツ
- NWAウエスタン・ステーツ・タッグ王座：1回（w / リッキー・ロメロ）[4]

ミッドアトランティック・チャンピオンシップ・レスリング
- NWA世界タッグ王座（ミッドアトランティック版）：5回（w / リッキー・スティムボート）[6]
- NWAミッドアトランティック・タッグ王座：3回（w / ジョニー・ウィーバー、ポークチョップ・キャッシュ、リッキー・スティムボート）[13]

パシフィック・ノースウエスト・レスリング
- NWAパシフィック・ノースウエスト・ヘビー級王座：4回[8]
- NWAパシフィック・ノースウエスト・タッグ王座：1回（w / ジョー・ライトフット）[14]

NWAオールスター・レスリング
- NWAパシフィック・コースト・ヘビー級王座（バンクーバー版）：1回[15]
- NWAカナディアン・タッグ王座（バンクーバー版）：1回（w / ジョー・ベンチュラ）[16]

メープル・リーフ・レスリング
- NWAカナディアンTV王座（トロント版）：1回[17]

チャンピオンシップ・レスリング・フロム・フロリダ
- NWA USタッグ王座（フロリダ版）：2回（w / マーク・ヤングブラッド）[12]